# Hochstadt (Maintal)

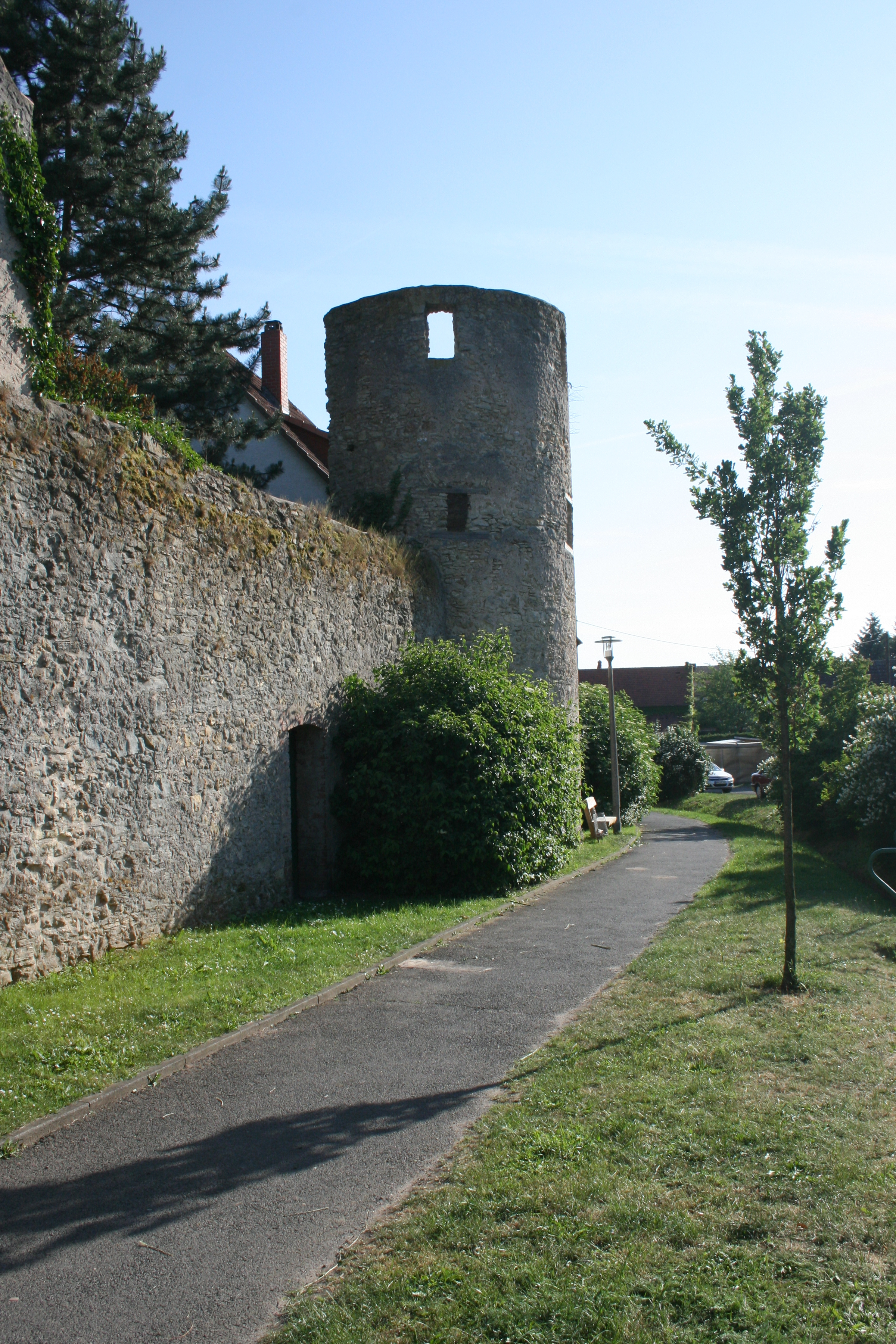
Abschnitt der nördlichen Ringmauer

Hochstadt ist ein Stadtteil von Maintal im hessischen Main-Kinzig-Kreis. Die Stadtverwaltung von Maintal befindet sich in Hochstadt.

## Geographie
Hochstadt liegt im geographischen Zentrum von Maintal auf einer Höhe von 127 m über NN. Frankfurt am Main liegt ca. 15 Kilometer westlich, Hanau ca. 5 Kilometer südöstlich von Hochstadt.
Hochstadt grenzt im Westen an den Stadtteil Bischofsheim, im Süden an den Stadtteil Dörnigheim, im Osten an die Siedlung Hanau-Hohe Tanne, im Nordosten an den Stadtteil Wachenbuchen und im Norden an die Gemeinde Schöneck.

## Geschichte

### Vorgeschichte
Im Hochstädter Wald gibt es zwei Gruppen von Hügelgräbern, südlich der Straße nach Hanau am Rande der Braubachniederung das Gräberfeld Töngeswald (wahrscheinlich Hügelgräberbronzezeit) und nördlich der Straße im Walddistrikt Burghege (Hallstattzeit). Sie wurden 1884 bzw. 1878 vom Hanauer Bezirksverein für hessische Geschichte und Landeskunde ausgegraben.

### Mittelalter
Die älteste erhaltene Erwähnung Hochstadts findet sich in einer Urkunde aus dem Jahr 846.
Hochstadt gehörte zum Kurfürstentum Mainz, war aber als Lehen an Hanau vergeben. In der Herrschaft und späteren Grafschaft Hanau, ab 1458: Grafschaft Hanau-Münzenberg, gehörte Hochstadt zum Amt Büchertal. Allerdings hatten hier auch zahlreiche andere Rechte und Güter, so die Klöster Lorsch, Fulda und Haina, die Niederlassung des Antoniter-Ordens in Roßdorf und die Herren von Eppstein.
Um 1350 wurde die heute noch größtenteils vorhandene Ringmauer errichtet. 1375 werden ein Pfarrer und ein Vikar erwähnt. Die spätere Wüstung Groschlag war nach Hochstadt eingepfarrt. Groschlag fiel noch vor Beginn des Dreißigjährigen Kriegs wüst. Das Patronat der Kirche von Hochstadt hatten die Herren von Karben, seit 1510 die Georgskirche in Friedberg inne. Kirchliche Mittelbehörde war das Archidiakonat des Propstes von St. Maria ad Gradus in Mainz, Landkapitel Roßdorf.
Haupterwerbszweige in dieser Zeit waren Landwirtschaft und Weinbau.

### Historische Namensformen
In erhaltenen Urkunden wurde Hochstadt unter den folgenden Namen erwähnt (in Klammern das Jahr der Erwähnung):
- Hohunsteter marca (846)
- Hohstat (1256)
- Hohinstat (1265)

### Frühe Neuzeit
Die Reformation setzte sich in der Grafschaft Hanau-Münzenberg in der Mitte des 16. Jahrhunderts zunächst in ihrer lutherischen Ausprägung durch. In einer „zweiten Reformation“, wurde die Konfession der Grafschaft Hanau-Münzenberg erneut gewechselt: Graf Philipp Ludwig II. verfolgte ab 1597 eine entschieden reformierte Kirchenpolitik. Er machte vom Jus reformandi Gebrauch, seinem Recht als Landesherr, die Konfession seiner Untertanen zu bestimmen, und setzte dies für die Grafschaft weitgehend als verbindlich durch, so auch in Hochstadt. Während der Zeit der Konsistorialverfassung amtierte der über den Pfarrer von Hochstadt aufsichtsführende Geistliche in Bergen. Ab dem Ende des 17. Jahrhunderts gab es in Hochstadt neben der reformierten auch wieder eine lutherische Gemeinde. Deren Pfarrer betreute auch die lutherische Gemeinde in Kesselstadt. Die lutherischen und reformierten Gemeinden der ehemaligen Grafschaft Hanau-Münzenberg wurden 1818 in der Hanauer Union vereinigt.
Nach dem Tod des letzten Hanauer Grafen, Johann Reinhard III., 1736, erbte Landgraf Friedrich I. von Hessen-Kassel aufgrund eines Erbvertrages aus dem Jahr 1643 die Grafschaft Hanau-Münzenberg und damit auch das Amt Büchertal mit Hochstadt.

### Neuzeit

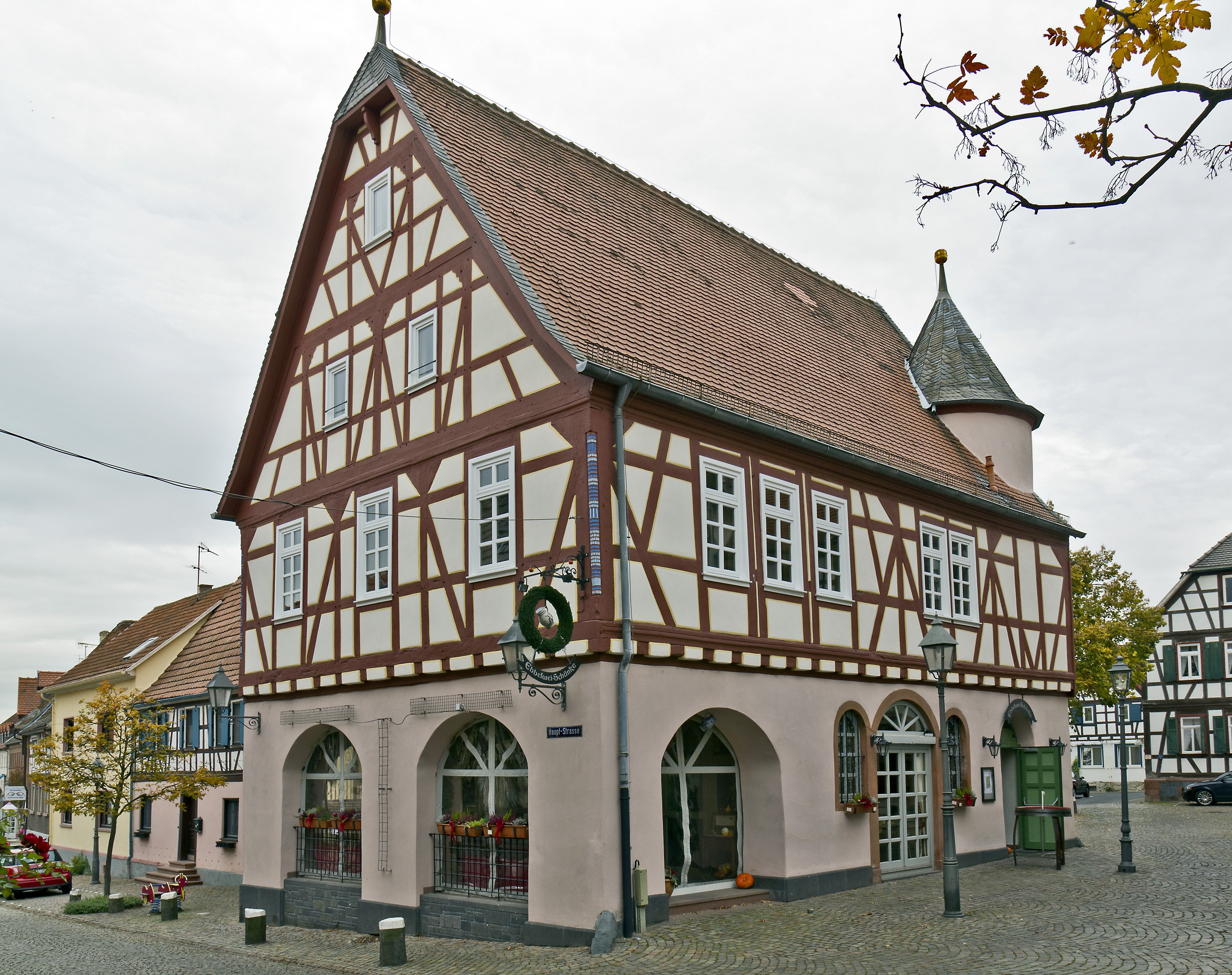
Historisches Rathaus

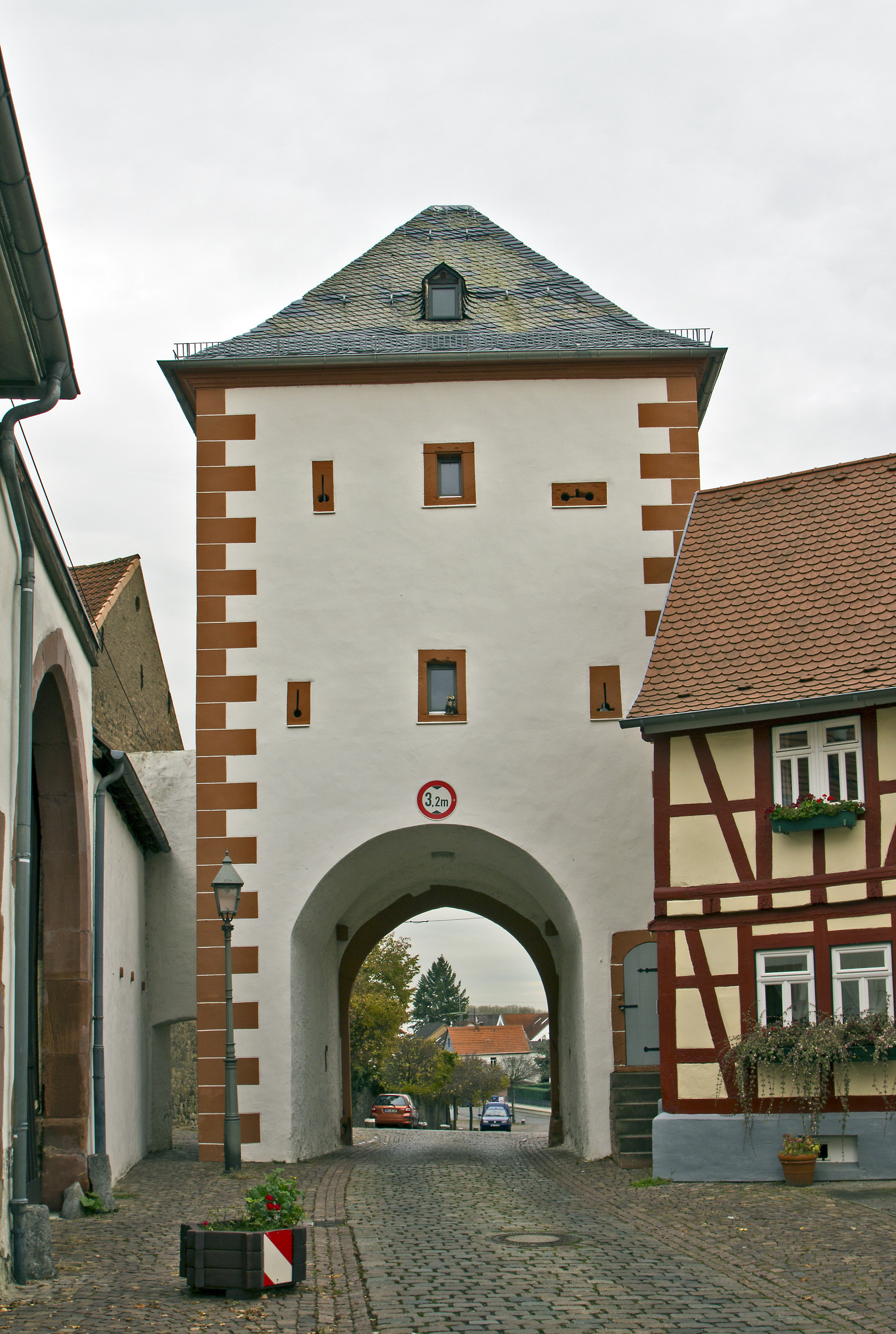
Obertor

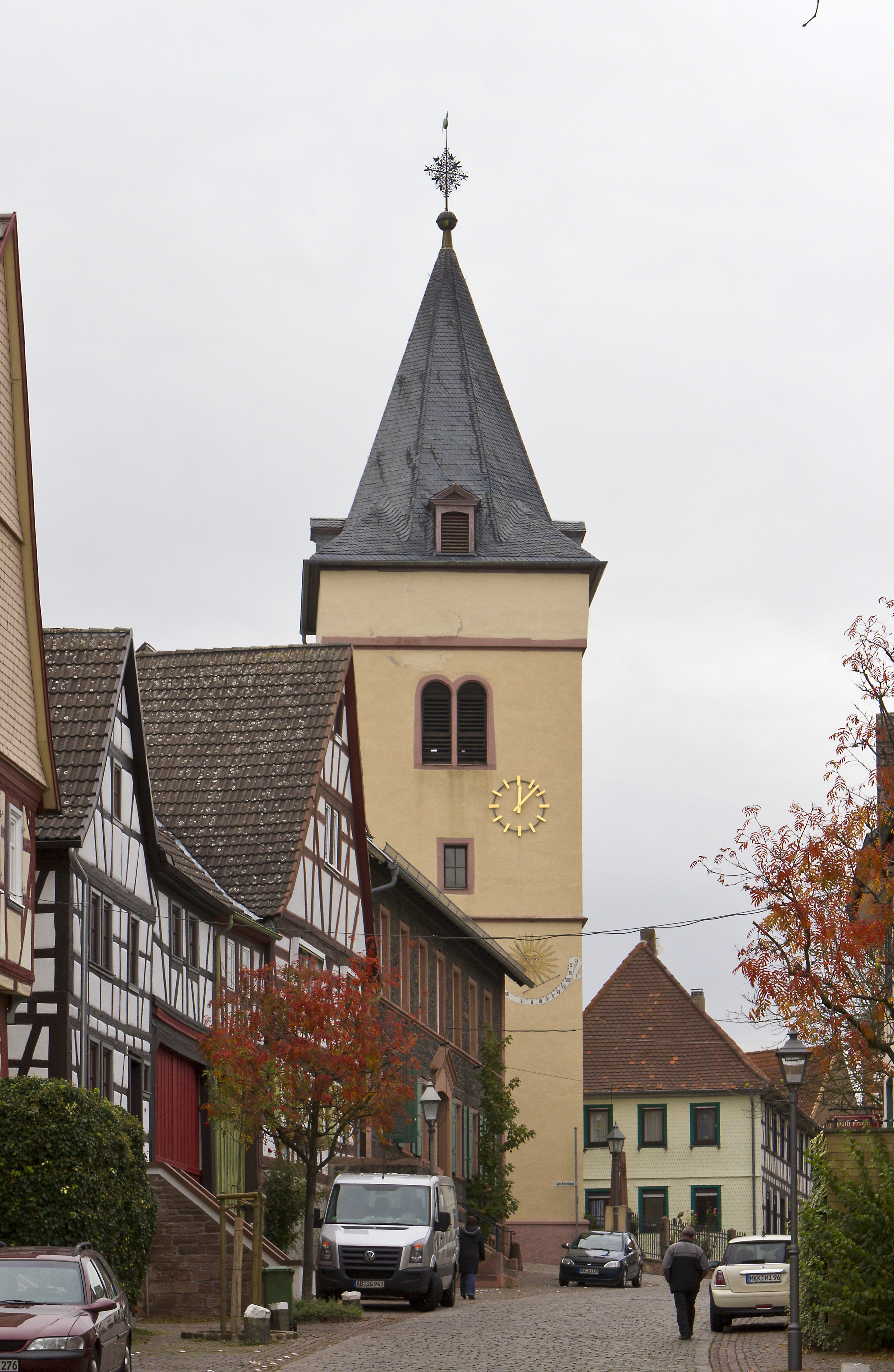
Wehrkirche St. Kilian

Während der napoleonischen Zeit stand Hochstadt von 1806 bis 1810 unter französischer Militärverwaltung und gehörte dann von 1810 bis 1813 zum Großherzogtum Frankfurt, Departement Hanau. Anschließend fiel es an Hessen-Kassel, nunmehr „Kurfürstentum Hessen“ genannt, zurück. Hier kam es 1821 zu einer grundlegenden Verwaltungsreform: Das Amt Büchertal wurde dem neu gebildeten Landkreis Hanau zugeschlagen.
In den 1930er Jahren entstand eine Siedlung westlich des Ortskerns, in den 1960er Jahren die ersten größeren Mehrfamilienhäuser im Osten und zur letzten Jahrtausendwende das Wohngebiet auf dem Gelände der ehemaligen Firma Kling.
Am 1. Juli 1974 wurden die Gemeinden Hochstadt, Bischofsheim, Wachenbuchen sowie die Stadt Dörnigheim im Zuge der Gebietsreform in Hessen kraft Landesgesetz zur Stadt Maintal zusammengeschlossen.

### Einwohnerentwicklung
Quelle: Historisches Ortslexikon
| • 1587:    | 67 Schützen, 39 Spießer                       |
| • 1632:    | 98 Dienstpflichtige (Familien)                |
| • 1707:    | 102 Familien                                  |
| • 1753/54: | 107 Haushaltungen und 1 Jude mit 602 Personen |
| • 1812:    | 109 Feuerstellen, 569 Seelen                  |

| Hochstadt: Einwohnerzahlen von 1753 bis 2024 | Hochstadt: Einwohnerzahlen von 1753 bis 2024 | Hochstadt: Einwohnerzahlen von 1753 bis 2024 | Hochstadt: Einwohnerzahlen von 1753 bis 2024 | Hochstadt: Einwohnerzahlen von 1753 bis 2024 |
| --- | -------------------------------------------- | -------------------------------------------- | -------------------------------------------- | -------------------------------------------- |
| Jahr |                                              |                                              |                                              | Einwohner                                    |
| 1753 | 1753                                         |                                              | 602                                          | 602                                          |
| 1821 | 1821                                         |                                              | 569                                          | 569                                          |
| 1834 | 1834                                         |                                              | 695                                          | 695                                          |
| 1840 | 1840                                         |                                              | 747                                          | 747                                          |
| 1846 | 1846                                         |                                              | 810                                          | 810                                          |
| 1852 | 1852                                         |                                              | 862                                          | 862                                          |
| 1858 | 1858                                         |                                              | 797                                          | 797                                          |
| 1864 | 1864                                         |                                              | 841                                          | 841                                          |
| 1871 | 1871                                         |                                              | 884                                          | 884                                          |
| 1875 | 1875                                         |                                              | 945                                          | 945                                          |
| 1885 | 1885                                         |                                              | 963                                          | 963                                          |
| 1895 | 1895                                         |                                              | 1.067                                        | 1.067                                        |
| 1905 | 1905                                         |                                              | 1.303                                        | 1.303                                        |
| 1910 | 1910                                         |                                              | 1.460                                        | 1.460                                        |
| 1925 | 1925                                         |                                              | 1.616                                        | 1.616                                        |
| 1939 | 1939                                         |                                              | 1.719                                        | 1.719                                        |
| 1946 | 1946                                         |                                              | 2.428                                        | 2.428                                        |
| 1950 | 1950                                         |                                              | 2.592                                        | 2.592                                        |
| 1956 | 1956                                         |                                              | 2.560                                        | 2.560                                        |
| 1961 | 1961                                         |                                              | 2.972                                        | 2.972                                        |
| 1967 | 1967                                         |                                              | 4.178                                        | 4.178                                        |
| 1970 | 1970                                         |                                              | 4.253                                        | 4.253                                        |
| 2003 | 2003                                         |                                              | 5.300                                        | 5.300                                        |
| 2006 | 2006                                         |                                              | 5.270                                        | 5.270                                        |
| 2012 | 2012                                         |                                              | 5.430                                        | 5.430                                        |
| 2015 | 2015                                         |                                              | 5.743                                        | 5.743                                        |
| 2018 | 2018                                         |                                              | 6.190                                        | 6.190                                        |
| 2022 | 2022                                         |                                              | 6.239                                        | 6.239                                        |
| 2024 | 2024                                         |                                              | 6.213                                        | 6.213                                        |
| Datenquelle: Historisches Gemeindeverzeichnis für Hessen: Die Bevölkerung der Gemeinden 1834 bis 1967. Wiesbaden: Hessisches Statistisches Landesamt, 1968. Weitere Quellen: ; 1821; Stadt Maintal |                                              |                                              |                                              |                                              |

### Religionszugehörigkeit
Quelle: Historisches Ortslexikon
| • 1885: | 0903 evangelische (= 94,75 %), 17 katholische (= 1,78 %), 33 jüdische (= 3,46 %) Einwohner |
| • 1961: | 2439 evangelische (= 82,07 %), 416 katholische (= 14,00 %) Einwohner                       |

## Flächennutzung
Quelle: Historisches Ortslexikon
- 1885 (Hektar): 697, davon 450 Acker (= 64,56 %), 97 Wiesen (= 13,92 %), 108 Holzungen (= 15,49 %)
- 1961 (Hektar): 697, davon 52 Wald (= 7,46 %)

## Wappen und Flagge
Wappen

Blasonierung: „In Gold ein rotes H, über dessen Mittelbalken ein nach links weisender Haken gelegt ist.“
Das Wappen wurde der Gemeinde Hochstadt im damaligen Landkreis Hanau am 16. September 1963 durch das Hessische Innenministerium genehmigt.
Das Wappen zeigt den Anfangsbuchstaben der Gemeinde Hochstadt. Darüber liegt die alte Ortsmarke von Hochstadt. Die Farben Rot-Gold gehen auf die Grafschaft Hanau zurück, zu der der Ort früher gehörte.
Flagge
Die Flagge wurde der Gemeinde am 23. März 1965 durch das Hessische Innenministerium genehmigt und wird wie folgt beschrieben:
„Zwischen schmalen goldenen Seitenstreifen eine breite rote Mittelbahn. Darin in der oberen Hälfte das Wappen.“

## Sehenswürdigkeiten
Wahrzeichen des Stadtteils sind das erhöht gelegene Obertor, Teil einer mittelalterlichen, noch weitgehend erhaltenen Ringmauer, und das nördlich in den Streuobstwiesen gelegene Schützenhäuschen aus der frühen Neuzeit.
Bedeutendstes Baudenkmal ist die in der Nähe des Obertores gelegene Wehrkirche St. Kilian. Wesentliche Teile der Kirche und ihrer Umfassungsmauer gehen auf die Zeit vor der ersten Jahrtausendwende zurück. Das Innere ist mit wertvollen Decken- und Wandmalereien ausgestattet. Ungewöhnlich ist ein Gedenkstein für die 1642 am Ort geborenen, nach wenigen Tagen bereits verstorbenen Siamesischen Zwillinge Schernink. Der Wehrturm am Zugang zur Kirche ist heute Glocken- und Uhrturm. Der ursprüngliche Kirchturm existiert nicht mehr.
Hochstadt ist Teil der Hessischen Apfelweinstraße, die von Frankfurt nach Hanau führt. Sie erschließt das größte zusammenhängende Streuobstwiesen-Gebiet des Landes. Besondere Bedeutung haben die in der Hochstädter Gemarkung noch vorhandenen alten Speierlings-Bäume.

## Wirtschaft und Infrastruktur

### Wirtschaftsstruktur
Hochstadt liegt im Rhein-Main-Gebiet, einem guten Wirtschaftsstandort. Im Süden grenzt Hochstadt an das Gewerbegebiet Maintal-Mitte, in dem viele Betriebe ihren Standort haben. Heute ist die Norma-Rasmussen GmbH, ein auf Verbindungstechnik spezialisierter Zulieferer der Automobilindustrie, der größte Betrieb am Ort. Ihren Ursprung hat das Werk in der „Zschopauer Maschinenfabrik J. S. Rasmussen“ (Marke: DKW).
In Hochstadt befindet sich seit 1779 die Landkelterei Höhl, eine der ältesten Apfelweinkeltereien in Deutschland.
Kling war das führende Furnierwerk Europas, ist aber heute geschlossen.

### Verkehr
Der Bahnhof Maintal Ost liegt im Süden des Stadtteils an der Bahnstrecke Frankfurt–Hanau und wird von Regionalzügen der Relation Frankfurt–Maintal–Hanau(–Aschaffenburg) angefahren. Die Bahnstrecke trennt Hochstadt von Dörnigheim.
Die Bundesautobahn 66 verläuft ebenfalls durch den Stadtteil und trennt den Ortskern vom Gewerbegebiet und der Wohnsiedlung „Klingsee“, die bis ca. 2002 auf dem Gelände des ehemaligen Furnierwerkes erbaut wurde. Über Landstraßen sind die anderen Maintaler Stadtteile und Hanau-Hohe Tanne in wenigen Minuten erreicht.

## Persönlichkeiten
- Johann Philipp Böhm (1683–1749), in Hochstadt geborener reformierter Pfarrer in Pennsylvania
- Lothar Klemm (* 1949), in Hochstadt geborener Politiker, Staatsminister und  Abgeordneter des Hessischen Landtags
- Philipp Stein (1859–1926), Beigeordneter (SPD) und Abgeordneter des Provinziallandtages der preußischen Provinz Hessen-Nassau
- Hans Ticha (* 1940), in Hochstadt lebender Maler, Grafiker und Buchillustrator